# 대구테크노파크
대구테크노파크(Daegu Technopark)는 지역산업 발전전략을 수립하고 광역경제권 선도산업 육성 등 지역의 차세대 성장동력 창출에 이바지하기 위하여 지식경제부와 대구광역시청이 공동 출연하여 설립된 대구광역시청 산하 재단법인이다. 이사회는 당연직 공동이사장인 대구광역시장 및 경북대학교 총장 2인에 계명대학교 총장, 영진전문대학 총장, 지식경제부 지역경제정책관, 대구광역시청 신기술산업국장, 대구테크노파크 원장 등 당연직 이사 7인과 선임직 5인, 감사 1인 등 총 13인으로 구성된다. 대구광역시 동구 동대구로 475 대구벤처센터 9층에 위치하고 있다.

## 연혁
- 1998년 3월 사단법인 대구테크노파크 발기인대회 및 창립이사회
- 1998년 12월 재단법인 대구테크노파크 발기인대회 및 창립이사회 (경북대학교 내 본부 설립)
- 1999년 5월 대구벤처투자조합 결성 (57억원)
- 1999년 11월 성서산업단지 내 중소기업기술지원센터 개소
- 2000년 9월 대구테크노파크 본부 이전 (신천동 대구벤처센터)
- 2000년 11월 벤처기업육성촉진지구 지정 (동대구로 일대)
- 2000년 12월 대구벤처센터 개소식 및 동대구벤처벨리 선포식
- 2001년 3월 대구벤처펀드 2호 결성 (70억원)
- 2001년 6월 지역기술혁신협의회 결성 (46개 기관)
- 2002년 12월 경북대학교 테크노빌딩 준공
- 2003년 10월 2단계 지역산업진흥사업 선정. 차세대 선도사업 기술개발과제 및 업체 최종선정
- 2004년 3월 벤처공장 1호관 준공
- 2004년 4월 대구테크노파크 Inno-Cafe 개소
- 2005년 6월 벤처공장 2호관 준공
- 2005년 7월 모바일융합센터 부설 모바일단말시험인증센터 개소
- 2005년 9월 한방산업지원센터 준공
- 2005년 12월 계명대학교 첨단산업지원센터 준공
- 2006년 1월 대구하나로지원센터 오픈
- 2007년 4월 IT융합산업빌딩 준공
- 2007년 5월 신기술산업지원센터 준공 및 3개 특화센터 입주. 한방제품효능평가실 및 한방제품화지원실, 한방화장품임상평가실 구축
- 2007년 12월 희망경제기업구조조정조합 결성 (100억원)
- 2008년 1월 대구융합R&D센터 기공식
- 2008년 6월 액상제 시생산지원시설 준공
- 2009년 10월 대구지식서비스센터 매입
- 2009년 11월 대구융합R&D센터 준공
- 2010년 2월 제5대 이종섭 원장 취임
- 2010년 3월 정책기획단 및 지역산업평가단 신설
- 2010년 10월 IT융복합의료기기지원센터 개소
- 2011년 7월 신기술산업지원센터 2동 준공

## 개요
- 참여 기관: 지식경제부, 대구광역시청, 경북대학교, 계명대학교, 영진전문대학
- 재원 조달: 876억원 (보조금 사업비 별도)
- 이사장: 대구광역시장(선임), 경북대학교 총장 2인 공동이사장

## 조직

### 감사
- 감사실

#### 운영위원회
- 정책기획단
- 기업지원단
- 나노융합실용화센터
- 모바일융합센터
- 바이오헬스융합센터
- 한방산업지원센터
- 경북대학교센터
- 계명대학교센터
- 영진전문대학센터
- 행정지원실
- 대구과학기술진흥센터

## 사건·사고 및 논란

### 골프 접대
2013년 2월 20일 대구지방경찰청 광역수사대는 '대구TP 모바일융합기술센터 구축사업'에 필요한 국회예산심의와 관련해 대구테크노파크로부터 골프접대와 상품권 등을 받은 혐의(뇌물수수)로 전ㆍ현직 국회의원 보좌관(4급) 5명을 적발해 이 중 류모(44)씨에 대해 구속영장을 신청하고, 대통령직인수위원회에서 활동중인 한모(50)씨 등 2명을 불구속 입건했다고 밝혔다.
경찰은 그러나 이들 가운데 해외 골프여행에 동반했던 대통령직인수위원회 관계자 이모(39)씨에 대해 "직무관련성을 인정하기 어렵다"는 이유로, 국내골프 1회 접대와 상품권 20만원을 수수한 손모(40)씨는 "사안이 경미하다"며 각각 불입건해 박근혜 정부 출범을 앞둔 '봐주기 수사'라는 비판을 받고 있다.
이에 대해 민주통합당 김진욱 부대변인은 "당선인 비서실에 근무 중인 이모씨는 해외 골프접대만 받았고, 당시 국회의원 보좌관으로 등록됐으나 국회 관련 정책 보좌를 하지 않는 점 등을 들어 직무 관련성이 없다고 판단하여 입건하지 않았다고 한다"며 "이모씨가 친박계 핵심의원의 전 보좌관이고, 당선인의 비서실에 근무한다는 이유로 경찰이 봐주기 편파수사를 한 것이라는 의혹으로 남을 수 있다"고 의혹을 제기했다. 이어 "수 백만원의 경비가 소요되는 해외 골프접대를 받았다는 것 자체가 문제가 될 것"이라며 "더구나, 국회의원 보좌관으로 등록됐다는 것은 어떤 형태로든 국회의원과 밀접한 관련이 있음을 뜻하는데도 직무관련성이 없다고 판단한 것은 일반 국민들 시각에서는 납득하기 어렵기 때문"이라고 철저한 진상조사를 촉구했다.

## 같이 보기
- 경북대학교
- 계명대학교
- 영진전문대학
- 대구상공회의소
- 대구은행
- 대구경북연구원
- 대구경북첨단벤처기업연합회
- 대구경북경제자유구역청